# Blackbox Life Recorder 21f / In a Room7 F760
Blackbox Life Recorder 21f / In a Room7 F760 è un EP realizzato dal disc jockey e produttore discografico irlandese Aphex Twin.

## Descrizione
Prima release dell'irlandese dopo quattro anni di assenza musicale (Peel Session 2, 2019), pubblica il singolo di lancio Blackbox Life Recorder 21f a sorpresa il 21 giugno 2023, per poi pubblicare l'EP il 28 luglio tramite Warp.
Per promuovere l'EP inizia un tour europeo durato dal 9 giugno al 2 settembre dello stesso anno.
L'unico singolo dell'EP ha ricevuto una nomination alla 66ª edizione dei Grammy Awards come miglior registrazione dance/elettronica.

## Tracce
1. Blackbox Life Recorder 21f
2. Zin2 Test5
3. In a Room7 F760
4. Blackbox Life Recorder 22 (Parallax Mix)